# Азербайджанський легіон
Азербайджа́нський легіо́н (нім. Aserbaidschanische Legion) — одна з іноземних військових частин Вермахту, створена у грудні 1941 під назвою «Кавказько-магометанський легіон» або «Мусульманський кавказький легіон» (нім. Kaukasisch-Mohammedanische Legion) та реорганізована 1942 року у два окремі легіони: Північно-Кавказький та Азербайджанський. Складався здебільшого з азербайджанських добровольців — колишніх військовополонених, хоча в його складі були і добровольці з інших сусідніх з Азербайджаном народів. Легіон входив до числа східних батальйонів. Використаний для формування 162-ї туркестанської піхотної дивізії Вермахту в 1943. Пізніше деякі з цих азербайджанців приєдналися до азербайджанських добровольчих формувань Ваффен-СС.
Багато азербайджанців вступили сюди в надії визволити свою вітчизну з-під радянської влади. Один азербайджанський солдат, потрапивши у полон, сказав німцям, що він анти-більшовик і лише шукав нагоди визволити свою батьківщину.

## Передісторія

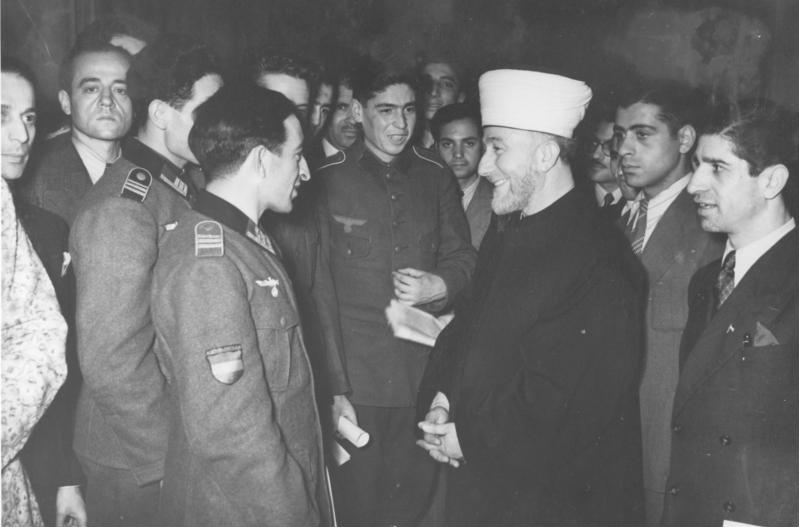
Азербайджанські легіонери спілкуються з Великим муфтієм Єрусалиму Хадж Аміном аль-Хусейні 19 грудня 1942, «Хаус дер Флігер», Берлін

Гучні початкові перемоги операції «Барбаросса» наповнили табори для військовополонених німецької армії сотнями тисяч неросійських солдатів-бранців. Всі вони були голодні, багато хто помирав від голоду. Тільки за вісім місяців 1941-1942 років загарбницькі німецькі війська голодом, холодом і самочинними стратами знищили приблизно 2 800 000 радянських військовополонених. Умови в таборах для полонених були жахливі. «Там не було бараків або постійного житла. Табори були просто відкритими ділянками, обгородженими колючим дротом. Ув'язненим доводилося лежати на сонці, згодом — у грязюці, а взимку — за температури до мінус 30 градусів за Цельсієм — опинятися перед лицем загрози замерзнути до смерті.»
Іноземні зачатки Ваффен-СС були оповиті великою таємницею через страх перед Гітлером, який був категорично проти будь-якої форми участі радянських громадян у війні проти Росії. Але потреби армії на Східному фронті спонукали німецьких командирів приймати послуги добровольців у боротьбі з Радянською владою навіть усупереч чітким наказам Верховного Головнокомандування.
Десятки тисяч із них були мусульманами, при цьому більшість із них походили з Радянського Союзу. У грудні 1941 року надсекретний меморандум зобов'язав ОКВ створити два мусульманські підрозділи: Туркестанський легіон, який би складали такі мусульманські добровольці з Середньої Азії, як туркмени, узбеки, казахи, киргизи, каракалпаки і таджики, та Кавказько-магометанський легіон, до якого б увійшли добровольці з числа мусульман Кавказу — азербайджанці, чеченці, інгуші, лезгини, інші дагестанці.
Німецьке загравання з радянськими мусульманами було частиною гітлерівських схем привернення Туреччини на свій бік і оволодіння нафтовими родовищами на Середньому Сході і в Баку. Найбільш численними з радянських мусульман, які служили німцям, були туркестанці. Перші добровольці-туркестанці були об'єднані в один батальйон 444-ї охоронної дивізії в листопаді 1941 року і стали допоміжним підрозділом для підмоги німцям у боротьбі з місцевими партизанами. Командиром 444-го батальйону було призначено майора Андреаса Маєр-Мадера. Перед Другою світовою війною австрієць Маєр-Мадер служив у штабі Китайської Національно-Революційної Армії Чан Кай-ші.
За даними газети «Аргументи і факти», 40 000 громадян Азербайджану воювали за Третій Райх, тоді як 700 000 азербайджанців були мобілізовані в армію Радянського Союзу.

## 450-й Туркестанський батальйон
450-й батальйон виник у місті Легіоново, що у Польщі, і провів більшу частину літа, патрулюючи комунікації і залізничні мережі між Харковом і Сталінградом. У ньому настільки впала дисципліна, що Маєр-Мадера у 1943 році відсторонили від командування 450-им батальйоном.
У листопаді 1943 року Маєр-Мадер зустрівся з Гіммлером, щоб запропонувати свої послуги з допомоги у створенні тюркської частини СС і командуванні нею. Гіммлер схвалив розгорнутий план, а потім перевів Маєр-Мадера на службу у Ваффен СС та підвищив до звання оберштурмбанфюрера СС (підполковника). 14 грудня відбулася зустріч у Берліні у присутності Великого муфтія Єрусалиму Мухаммеда Аміна аль-Хусейні. Великий муфтій затвердив план з утворення тюрко-мусульманської дивізії СС і згодився на своє «духовне керівництво» з метою впливу на мусульманських добровольців.

## Східномусульманський полк СС
З листопада 1943 по січень 1944 року відбулася низка зустрічей Меєр-Мадера з мусульманськими добровольцями. В результаті цих зустрічей 4 січня 1944 року було прийнято рішення сформувати Східномусульманський полк СС (нім. Ostmuselmanisches SS-Regiment). На тій самій зустрічі було вирішено розпустити такі батальйони Вермахту, які будуть служити основою для нового формування: 450-й, 480-й, 782-й, 786-й, 790-й, 791-й і 1/94-й туркестанські батальйони, 818-й азербайджанський і 831-й волзькотатарський. На той час чимало добровольців дезертирували, а 818-й у 1943 році перейшов на бік польського і українського рухів опору.
Крім того, в той самий час Маєр-Мадер кілька разів відвідав табори військовополонених і закликав добровольців вступати в новий мусульманський легіон СС. Новобранцями були азербайджанці, киргизи, узбеки і таджики. Під кінець січня 1944 року він спромігся набрати три тисячі добровольців, яких було зосереджено у Понятові. Щоб покращити комплектування полку кадрами, туди було переведено десятки німецьких офіцерів і унтер-офіцерів. Тим не менш, це був дуже повільний процес, здебільшого через відсутність обладнання, в тому числі форменого одягу і навіть взуття. Тим-то у жовтні 1944, який Гіммлер визначив як крайній строк для розгортання дивізій, у полку було всього чотири тисячі осіб, організованих у три батальйони. Підрозділ було створено у Травниках (Польща), після чого їх перевели у Білорусь для подальшого вишколу. Оберштурмбанфюрера СС Андреаса Маєр-Мадера було призначено його першим командиром.
Цей підрозділ потерпав від недисциплінованості і низького морального духу, особливо після того, як Маєр-Мадер загинув 28 березня 1944 під час перестрілки з партизанами в Юратишках. Ситуація стала ще гіршою, коли новий командир гауптштурмфюрер-СС (капітан) Білліг стратив 78 бійців за непокору. Цей випадок розлютив Гіммлера, і Білліга було звільнено.
У травні 1944 року 550 чоловік (поволзьких татар, азербайджанців, киргизів, узбеків і таджиків) зі Східномусульманського полку СС перейшли у підпорядкування бригади СС «Дірлевангер».

## Варшава

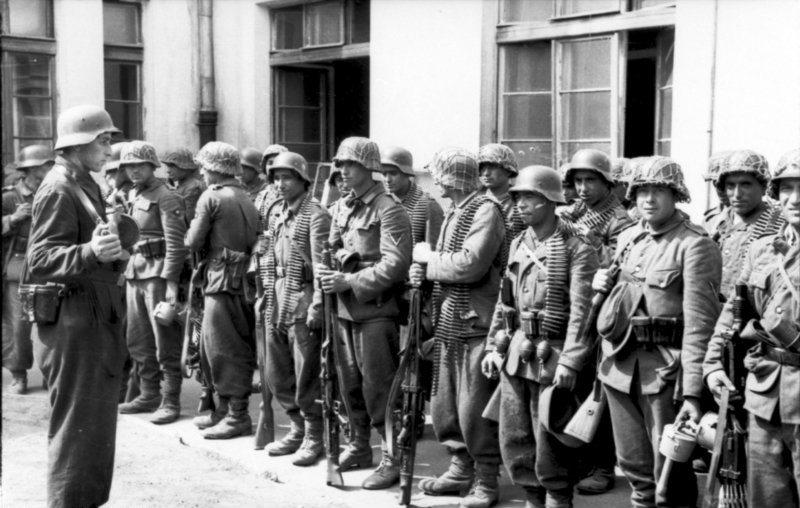
Вояки Азербайджанського польового батальйону I/111 під час Варшавського повстання

29 січня 1944 Гайнц Райнефарт (нім. Reinefarth) призначається начальником СС і поліції райхсгау Вартеланд. На цій посаді він відповідав за організовані репресії проти поляків та представників інших національностей, позбавлених Німеччиною всіх прав. Після того, як спалахнуло Варшавське повстання, Райнефарту було наказано організувати військовий підрозділ із 16-ї роти поліції та інших дрібніших підрозділів безпеки і рушити на Варшаву. Прибувши на місце, його сили було включено в корпусну групу «Фон дем Бах» генерала Еріха фон дем Бах-Целевсі, якому Гіммлер наказав придушити повстання. З 5 серпня 1944 група Райнефарта взяла участь у бойових діях у варшавському районі Воля. Через кілька днів солдати, підлеглі йому і Оскару Дірлевангеру, стратили близько 40 000 мирних жителів Варшави, що ввійшло в історію під назвою Вольська різанина. Розстріли у Волі здебільшого скоїли бійці бойової групи Райнефарта, що атакували утримуваний повстанцями район із заходу.
Важко визначити, яким конкретним підрозділам належить нести відповідальність, але основні завдання з «зачистки» було доручено ударній групі Дірлевангера у такому складі: два гренадерські батальйони (1-й і 2-й) з бригади СС «Дірлевангер», 1-ша і 2-га роти 1-го/111-го Азербайджанського польового батальйону (командир — капітан Вернер Шаренберг), Східномусульманський полк СС (без 3-го батальйону), 2-й батальйон «Бергман» (без 7-ї роти) на чолі з лейтенантом Мертельсманом, операційна група жандармерії Вальтера (дві роти жандармерії), зенітна батарея 80-го полку, рота штурмових САУ особливого призначення 218 (8 одиниць Brummbär) капітана Кельмана, частина 4-ї кулеметної роти 1-го/111-го Азербайджанського польового батальйону, 1-й взвод 654-го саперного батальйону, один вогнеметний підрозділ KRONE (8 вогнеметів 41).
Відсутність точної документації не дозволяє точно визначити, які частини з переліченого вище залучалися до вбивств у Волі. Також можливо, що деякі підрозділи іншої штурмової групи, які діяли в районі Воля (штурмова група Река) брали активну участь у тих подіях, оскільки вона також складалася з поліції/жандармерії та частин спеціального призначення (Варшавська рота поліції капітана Кірхгубеля, вартова рота поліції капітана Ферземана, взвод кулеметної роти СС Рентгена з Познані, а також гренадери СС зі школи СС Трескау і азербайджанська 7-ма рота 2-го батальйону «Бергман»).

## Східнотюркські з'єднання Ваффен-СС
20 жовтня 1944 залишок полку СС було переведено з України у Словаччину і перейменовано на «Східнотюркські з'єднання Ваффен-СС» та реорганізовано у 3 батальйони, організовані за етнічною ознакою:
- 1 група Ваффен-СС «Туркестан»
- 1 група Ваффен-СС «Азербайджан» (2 851 вояків: архіви Герхарда фон Менде)
- 1 група Ваффен-СС «Ідель-Урал»

Кожен батальйон складався б зі штабу, однієї штабної роти і п'ятьох піхотних рот. Східномусульманський полк СС влився у Східнотюркські з'єднання Ваффен-СС і вважався розпущеним. У грудні 1944 року групу Ваффен-СС «Азербайджан» (командир В-Остуф Керрар Алескерлі) було передано Кавказькому з'єднанню Ваффен-СС. Розформована татарська гірська бригада Ваффен-СС мала замінити азербайджанських солдатів; Командир — штандартенфюрер СС Харун-аль-Рашид-Бей (Вільгельм Гінтерзац (нім. Wilhelm Hintersatz) — колишній австрійський офіцер, який навернувся в іслам). 
Реорганізація пройшла в січні 1945 року таким чином:
- група Ваффен-СС «Туркестан»
- група Ваффен-СС «Крим»
- група Ваффен-СС «Ідель-Урал»

Очевидно, до лав з'єднання влилися нові «добровольці», тому що Східнотюркські з'єднання Ваффен-СС зросли з 5 000 осіб в січні 1945 року до 8 500 бійців у період з лютого по травень 1945 року. Коли гітлерівський райх затріщав, Ваффен-СС облишив всяке додержання стандартів у підборі новобранців. Всі, хто міг ходити і стріляти з гвинтівки, годилися для СС. У цей час всі німецькі військові сили вичерпували останні залишки запасів живої сили — наприклад, у січні 1945 року було об'єднано вербувальний центр сухопутних військ Вермахту з вербувальним центром Ваффен-СС. Війська Ваффен-СС дедалі частіше переводили з інших родів військ Вермахту, з воєнізованих і трудових формувань.
Все з'єднання прибуло у березні 1945 року у Мерате, що у північній Італії за 20 км на північ від Мілану. Призначені для оборони цієї місцевості, Східнотюркські з'єднання Ваффен-СС, вочевидь, не брали участі ні в якій великій операції проти партизанів. 26 квітня 1945 Гінтерзац підписав договір з місцевим партизанським командуванням, згідно з яким вояки залишаться в казармах Мерате, доки не прибудуть американські війська. 30 квітня 1945 року все з'єднання потрапило до рук 1-ї бронетанкової дивізії Сполучених Штатів Америки.

## Кавказьке з'єднання Ваффен-СС
У грудні 1944 року, під час вишколу у Словаччині, чутка про те, що підрозділ передадуть армії Андрія Власова, підірвала бойовий дух солдатів. 24 напередодні Різдва грудня дезертирували 450 бійців, 300 з них, кінець кінцем, повернулися. 30 грудня 1944 Азербайджанський полк було виведено зі складу Східнотюркських з'єднань Ваффен-СС і передано Кавказькому з'єднанню Ваффен-СС.
Кавказьке з'єднання Ваффен-СС, також відоме як Добровольча бригада «Північний Кавказ», почало формуватися з добровольців із кавказького регіону, ядром якого стала добровольча рамкова дивізія (нім. Frewilligen-Stamm-Division). У січні 1945 з'єднання з тренувального табору Нойгаммер було переведено у Палуццу, що у північній Італії, і воно все ще було на стадії формування, коли наприкінці війни здалося британським військам.
- Командир — штандартенфюрер СС Арвед Тоєрман.

Організаційна структура:
- Штаб Кавказького з'єднання Ваффен-СС
- Штаб групи Ваффен-СС «Вірменія»
- Штаб групи Ваффен-СС «Північний Кавказ»
- Штаб групи Ваффен-СС «Грузія»
- Штаб групи Ваффен-СС «Азербайджан» (1 090 вояків: архіви Герхарда фон Менде)

Командир — штандартенфюрер СС Магомед Набі-огли Ісрафілов (Ісрафіл-бей) народився 25 січня 1893 у Азербайджані. Ісрафілов був раніше полковником російської імператорської армії. З літа 1943 року по 1944 рік був головою Азербайджанського комітету. У травні — вересні 1943 був командиром 314-го піхотного полку 162-ї туркестанської піхотної дивізії. 17 березня 1945 його було призначено відповідальним за військові справи в Азербайджанському національному комітеті. Засуджений до смерті 11 липня 1945 року Бакинським військовим округом.

## Операція «Цепелін»
Операцію «Цепелін» ініціював 1942 року бригадефюрер СС Вальтер Шелленберг, який став у середині травня 1943 начальником відділу E Четвертого управління Головного управління імперської безпеки, служби зовнішньої розвідки СС. За цю операцію ніс відповідальність оберштурмбанфюрер (підполковник) Георг Грайфе.
Як тільки німецькі війська увійшли б на територію народів Північного Кавказу, представлених національним комітетом відповідного народу, вони б почали закладати основу державного управління та інших організацій на той випадок, якби Вермахт вдалося силою просунутися в Закавказзя.
Влітку 1942 року міністерства фінансів, внутрішніх справ та закордонних справ Третього Райху, а також Головне управління імперської безпеки створили спеціальну групу — «Особливий штаб Кавказ», що був під егідою операції «Цепелін». Членам «особливого штабу» належало організувати підрозділи поліції для підтримки порядку на території Північного Кавказу, вони мали створити організаційний апарат держави.
Операція «Цепелін» мала багато цілей: створення розвідувальних груп для збору і передачі інформації з СРСР; пропагандистські групи для розповсюдження соціальної, національної та релігійної пропаганди; повстанські групи для організації і проведення повстання та диверсійні групи для політичних диверсій, саботажу і терору.
З радіограм цих спецпризначенців на неросійський бік фронту можна визначити, які робилися дії. Передбачалося набирати майбутніх державних службовців серед військовополонених кавказької національності, яких було предостатньо у німецьких таборах на Північному Кавказі. Азербайджанською групою керував Аббас-бей Атамалібеков. 
Про Атамалібекова відомостей небагато. У 1919 році він був членом азербайджанської делегації на чолі з Алімарданом Топчубашевим, яка взяла участь у Паризькій мирній конференції у Версалі. Брав активну участь у формуванні національних легіонів з радянських військовополонених в 1942 році, разом з Абдурахманом Фаталібейлі та Фуадом Амірджаном у Берліні. Представляв азербайджанські СС у Азербайджанському національному комітеті з 1943 по 1945, потім втік у Чилі.
Операція «Цепелін» була «успішною частково». Більшість членів Особливого штабу захопили і стратили агенти КДБ. У своїх особистих архівах, урядовець Східного міністерства Герхард фон Менде вказує на 348 людей азербайджанського походження, залучених до цих операцій. Не відомо, чи хто-небудь з них був есесівцем. 